# Wohnungsbauprogramm (DDR)

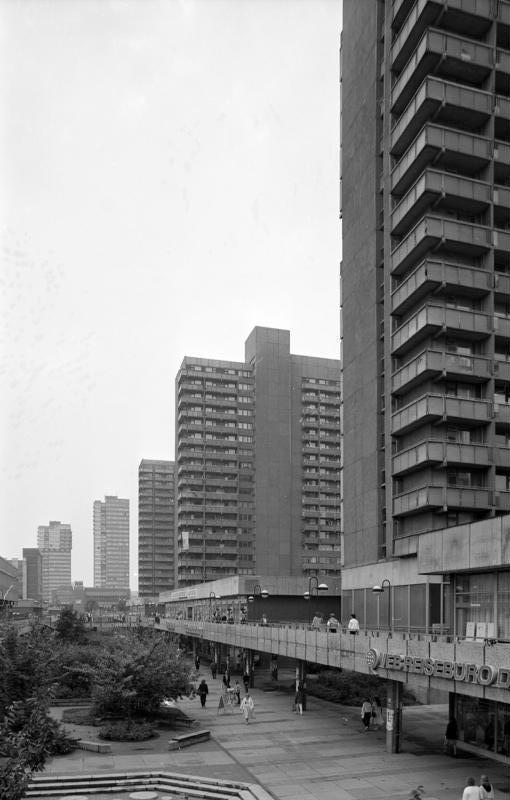
Zentrum Halle-Neustadts (1991)

Das Wohnungsbauprogramm der DDR wurde vom Zentralkomitee der SED auf seiner 10. Tagung am 2. Oktober 1973 beschlossen. Das Wohnungsbauprogramm sollte die Wohnungsnot bis 1990 lösen.

## Planung
Zu Beginn der 1970er Jahre waren die größten Kriegsschäden auch in der DDR beseitigt. Die wirtschaftliche Lage hingegen war keineswegs stabilisiert. Ungeachtet dessen entschied sich die Partei- und Staatsführung der DDR, der Grundversorgung der Bevölkerung auf Kosten wirtschaftlicher Investitionen eine größere Bedeutung zuzusichern. Mit Blick auf den vergleichsweise hohen Lebensstandard in der Bundesrepublik Deutschland musste auch die SED ihr Augenmerk auf eine spürbare Verbesserung der sozialen Verhältnisse und des allgemeinen Lebensniveaus lenken.
Daher beschloss der VIII. Parteitag 1971 ein umfangreiches sozialpolitisches Programm, das von der Regierung der DDR programmatisch übernommen wurde. Zu dessen Kernstück wurde ab 1972 ein sogenanntes Wohnungsbauprogramm. Im bisherigen Aufbauwerk nach dem Krieg wurden große Leistungen erbracht, aber es wurde auch deutlich, dass das bisherige Tempo nicht ausreichte, der Gesamtbevölkerung ein Zeitziel zu bieten, an dem für alle bessere Wohnverhältnisse geschaffen sein würden. Das neue Wohnungsbauprogramm sollte durch industrielle Technologien (z. B. die Plattenbauweise) die materiellen Voraussetzungen für eine entscheidend höhere Bauleistung schaffen und mit dem komplexen Wohnungsbau auch die ganze umgebende, soziale Infrastruktur (Schulen, Kindergärten, Sportstätten, Polikliniken, Einkaufsmöglichkeiten, Gaststätten, Kinos u. ä.) erfassen.
Die Wohnverhältnisse von weit mehr als der Hälfte der DDR-Bürger sollten verbessert werden. Die staatlichen Kapazitäten bei der Wohnraum-Sanierung waren jedoch begrenzt. Maßnahmen wie die Zuweisung sog. Ausbauwohnungen, die der Mieter selbst sanieren musste, halfen bei der Verbesserung der Wohnverhältnisse nur marginal. Deshalb war vorgesehen, bis zu 3 Millionen Wohnungen neu zu bauen oder zu modernisieren und dafür mehr als 200 Milliarden Mark der DDR des Nationaleinkommens aufzuwenden.
Nach: „Jedem eine Wohnung“ galt nun die Parole: „Jedem seine Wohnung“.
Auch ein Ministerratsbeschluss über die Förderung des privaten Wohnungsbaus ab 1972 wird am 21. Oktober 1971 veröffentlicht. Das war die Grundlage für den Bau vieler Eigenheime, der auch für Normalverdiener finanzierbar war. Damit sollte der Druck auf den staatlichen Wohnungsbau gemindert werden.

## Realisierung

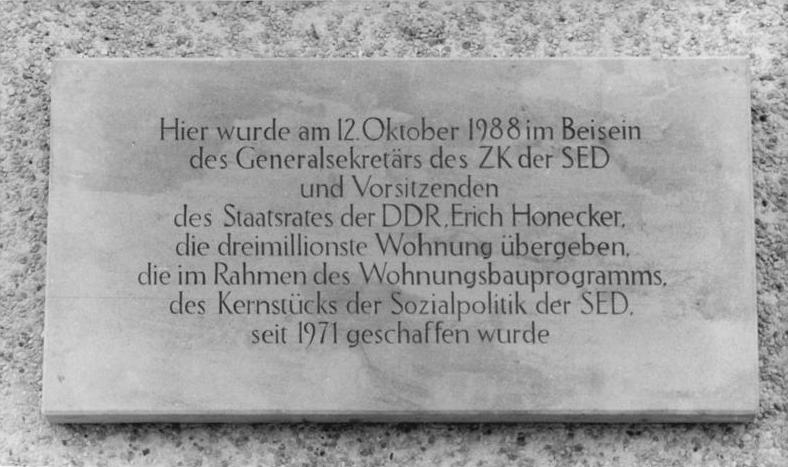
Gedenktafel zur Übergabe der angeblich dreimillionsten Wohnung in der Erich-Correns-Straße (heute Vincent-van-Gogh-Straße) in Berlin-Neu-Hohenschönhausen

Das Wohnungsbauprogramm wurde ernsthaft verfolgt und zeigte tatsächlich schnelle und anhaltende Erfolge. Auch wenn einige Angaben aus DDR-Quellen zu den fertiggestellten Wohnungen mit Skepsis betrachtet werden müssen, so stimmen zumindest die Größenordnungen:
Im Jahr 1971 wurden 86.700 WE (= Wohnungseinheiten) erbaut. Am 6. Juli 1978 wurde die millionste Wohnung seit dem VIII. Parteitag 1971 den Mietern, Familie Großkopf, in Berlin-Marzahn, übergeben. Im Jahr 1979 wurden weitere 162.000 neue oder modernisierte Wohnungen geschaffen.
Bis 1980 wurden 700.000 bis 800.000 Wohnungen errichtet oder modernisiert und bis 1990 insgesamt 3 Millionen Plattenbauwohnungen errichtet. Später stellte sich jedoch heraus, dass die DDR-Regierung diese Zahlen stark schönte und tatsächlich erst 1,92 Millionen Wohnungen in Plattenbauweise errichtet worden waren.
Die angeblich dreimillionste Wohnung (in Wirklichkeit 1,9 Millionen), die im Rahmen des Wohnungsbauprogramms seit 1970 gebaut wurde, wurde von Erich Honecker am 12. Oktober 1988 feierlich übergeben.
Es entstanden in fast allen größeren Städten Neubausiedlungen, aber auch Neubaublöcke in vielen Dörfern, was dem ländlichen Charakter meist nicht entsprach. Der größte zusammenhängende Stadtneubau war Halle-Neustadt mit seinen mehr als 93.000 Einwohnern (Stand 1981) und eigenem Oberbürgermeister.

## Geschichte

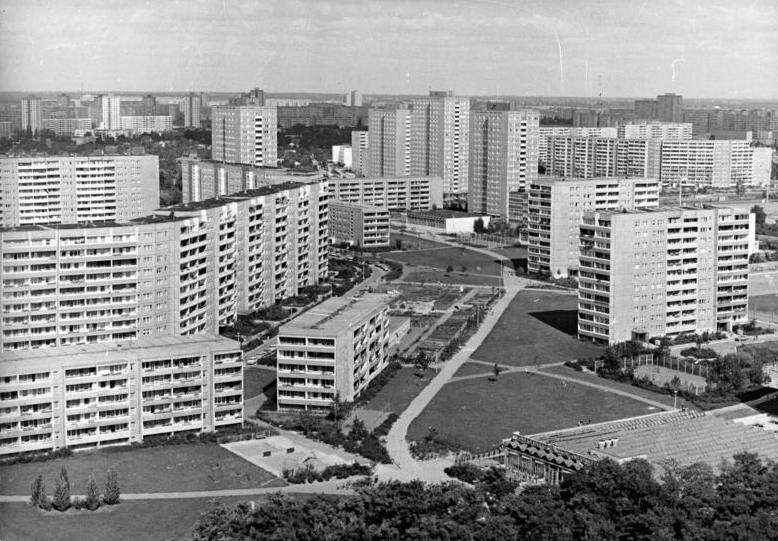
Plattenbauten in Berlin-Marzahn (1987)

Natürlich war das Wohnungsproblem im Nachkriegsdeutschland vordergründig. Auch in der DDR setzte der organisierte und individuelle Wiederaufbau ein. Im Jahr 1954 standen z. B. rund eine Milliarde Mark für den Wohnungsbau aus dem Staatshaushalt zur Verfügung, davon 767 Millionen Mark für den staatlichen und 120 Millionen Mark für den ländlichen und privaten Wohnungsbau. Weitere 150 Millionen Mark wurden als Kredite den Arbeiterwohnungsbaugenossenschaften und dem individuellen Eigenheimbau ausgereicht.
Von 1951 bis 1970 wurden rund 111.000 Wohnungen im Rahmen des Wiederaufbaus nach dem Zweiten Weltkrieg neu gebaut, z. B. auch in neuen Städten wie in Eisenhüttenstadt oder Hoyerswerda. 1970 war der Bestand der Wohnungen auf 5,9 Millionen angestiegen. Bei etwa 17 Millionen Einwohnern der DDR entsprach das ca. 345 Wohnungen je 1000 Einwohnern.
Von 1973 an sollten im nächsten Fünf-Jahres-Plan 750.000 bis 800.000 Wohnungen neu gebaut oder modernisiert werden.
Im April 1975 fand die 6. Baukonferenz des Zentralkomitees der SED und des Ministerrats der DDR mit Werktätigen der Bau- und Zulieferindustrie, Wissenschaftlern und Vertretern gesellschaftlicher Organisationen statt.
Am 3. Februar 1976 fasste das Politbüro der SED einen Beschluss zur Entwicklung von Ost-Berlin. Darin war u. a. der Neubau von 200.000 bis 230.000 Wohnungen und die Modernisierung von ca. 100.000 Wohnungen vorgesehen. Bis 1985 war die Errichtung des neuen Stadtbezirks Berlin-Marzahn geplant.